# Еквадор на Светском првенству у атлетици у дворани 2022.
Еквадор је учествовао на 18. Светском првенству у атлетици у дворани 2022. одржаном у Београду од 18. до 20. марта. Репрезентацију Еквадора је, коме је ово пето учествовање на светским првенствима, представљала су 5 такмичара (4 мушкарца и 1 жена) који су се такмичили у 2 дисциплине (1 мушка и 1 женска).,
На овом првенству такмичари Еквадора нису освојили ниједну медаљу нити су постигли неки резултат.

## Учесници
| Мушкарци: - Катријел Ангуло — 4х400 м - Алан Минда — 4х400 м - Андерсон Маркуинез — 4х400 м - Стивен Салас — 4х400 м | Жене: - Марибел Ванеса Каиседо — 60 м препоне |

## Резултати

### Мушкарци
| Атлетичар          | Дисциплина | Лични рекорд | Квалификације    | Квалификације    | Финале                | Финале                | Детаљи |
| Атлетичар          | Дисциплина | Лични рекорд | Резултат         | Место            | Резултат              | Место                 | Детаљи |
| ------------------ | ---------- | ------------ | ---------------- | ---------------- | --------------------- | --------------------- | ------ |
| Катријел Ангуло    | 4 х 400 м  |              | Дисквалификовани | Дисквалификовани | Нису се квалификовали | Нису се квалификовали |        |
| Алан Минда         | 4 х 400 м  |              | Дисквалификовани | Дисквалификовани | Нису се квалификовали | Нису се квалификовали |        |
| Андерсон Маркуинез | 4 х 400 м  |              | Дисквалификовани | Дисквалификовани | Нису се квалификовали | Нису се квалификовали |        |
| Стивен Салас       | 4 х 400 м  |              | Дисквалификовани | Дисквалификовани | Нису се квалификовали | Нису се квалификовали |        |

### Жене
| Атлетичарка            | Дисциплина   | Лични рекорд | Квалификације | Квалификације | Полуфинале            | Полуфинале            | Финале                | Финале       | Детаљи |
| Атлетичарка            | Дисциплина   | Лични рекорд | Резултат      | Место         | Резултат              | Место                 | Резултат              | Место        | Детаљи |
| ---------------------- | ------------ | ------------ | ------------- | ------------- | --------------------- | --------------------- | --------------------- | ------------ | ------ |
| Марибел Ванеса Каиседо | 60 м препоне | 8,22         | 8,33          | 3. у гр. 5    | Није се квалификовала | Није се квалификовала | Није се квалификовала | 38 / 41 (45) |        |